# 伏姓
伏姓為中文姓氏之一，在《百家姓》中排名第114位。

## 外部連結
[在维基数据编辑]
 《百家姓》
 《欽定古今圖書集成·明倫彙編·氏族典·伏姓部》，出自陈梦雷《古今圖書集成》